# The Essentials
The Essentials es un álbum recopilatorio de la banda Twisted Sister lanzado en el año 2002 bajo la discográfica Warner Music Group. 
Esta compilación incluye algunas de las canciones que los llevaron a la fama en la década de 1980.

## Lista de canciones
1. We're Not Gonna Take It - 03:44
2. I Wanna Rock - 03:06
3. Leader of the Pack - 03:44
4. You Can't Stop Rock 'N' Roll - 04:40
5. Stay Hungry - 03:03
6. Under the Blade - 04:39
7. Come Out and Play - 04:55
8. Love Is for Suckers - 03:25
9. I Believe in Rock 'N' Roll - 04:03
10. The Kids Are Back - 03:16
11. I'll Never Grow Up, Now - 04:09
12. Shoot 'Em Down - 03:52